# استعاره مفهومی
استعاره مفهومی اصطلاحی است در زبان‌شناسی شناختی که به فهمیدن یک ایده یا یک حوزهٔ مفهومی بر اساس ایده یا حوزهٔ مفهومیِ دیگر اشاره می‌کند. به‌عنوان مثال، هنگامی که می‌گوییم «قیمت‌ها بالا می‌رود»، از مفهوم «بالا رفتن» در حوزهٔ مفهومیِ «جهت‌ها» برای درک «کمیت‌ها» استفاده می‌کنیم. یک حوزهٔ مفهومی می‌تواند متشکل از هرگونه سازمان‌دهی منظم تجربیات انسانی باشد. زبان‌های مختلف به‌شکل منظمی از استعاره‌های یکسانی استفاده می‌کنند؛ مثلاً در زبان انگلیسی نیز گفته می‌شود .The prices are rising («قیمت‌ها بالا می‌رود»). به نظر می‌آید دلیل این امر وجود پایه‌های مفهومیِ مشترک بین انسان‌ها باشد. این موضوع خود به فرضیه‌ای منجر شده که بر اساس آن می‌گویند امکان دارد تناظری بین حوزه‌های ادراکی و شبکه‌های نورونیِ مغز وجود داشته باشد.
بررسی این ایده و فرایندهایی که زیرساخت‌های آن را تشکیل می‌دهند، اولین بار به‌صورت گسترده‌ای توسط جورج لِیکاف و مارک جانسون در کتابشان به نام Metaphors We Live By (ترجمهٔ فارسی: استعاره‌هایی که با آنها زندگی می‌کنیم، مترجم: جهانشاه میرزابیگی، نشر: آگاه) مطرح شده‌است. این مفاهیم تحت عناوین «آمیزش مفهومی» یا «قیاس» نیز مطالعه شده‌اند.

## ارتباط بین استعاره و ادراک
لیکاف و جانسون دیدگاه رایج در مورد استعاره، که آن را خصیصه‌ای مختص زبان، ابزار تخیل شاعرانه و آرایه‌ای بلاغی و گونه‌ای از کارکرد غیرمعمول زبان می‌دانند، را زیر سؤال می‌برند. به گفتهٔ لیکاف و جانسون، استعاره به حوزهٔ زبانی محدود نیست و سرتاسر زندگی روزمره، ازجمله حوزهٔ اندیشه و عمل انسان‌ها را دربرگرفته‌است: «نظام مفهومیِ هرروزهٔ ما، که بر اساس آن فکر و عمل می‌کنیم، ماهیتی اساساً مبتنی بر استعاره دارد.»